# بارسانيان (سقز)
قرية بارسانيان (بالكردية: پارسانیان) هي إحدى القرى التابعة لـإمام في ريف قسم زيويه من مقاطعة سقز، في محافظة كردستان الإيرانية.

## السكان
حسب إحصاءات سنة 2006، بلغ إجمالي السكان في بارسانيان 332 نسمة وعدد المساكن 60 مسكن. لغة سكان بارسانيان هي اللغة الكردية و هم من أهل السنة والجماعة والمذهب الشافعي.